# Charles Busch
Charles Louis Busch (nascido em 23 de agosto de 1954) é um ator, roteirista, dramaturgo e drag queen americano, conhecido por suas aparições no palco em suas próprias peças de estilo exagerado e no cinema e na televisão. Ele escreveu e estrelou suas primeiras peças off-off-Broadway a partir de 1978, geralmente em papéis de drag queen, e também atuou em obras de outros dramaturgos. Ele também escreveu para a televisão e começou a atuar em filmes e na televisão no final da década de 1990. Sua peça mais conhecida é The Tale of the Allergist's Wife (2000), que foi um sucesso na Broadway.

## Biografia

### Vida pregressa
Busch nasceu em 1954 e cresceu em Hartsdale, Nova York. Ele é filho judeu de Gertrude (nascida Young) e Benjamin Busch. Seu pai, que queria ser cantor de ópera, era dono de uma loja de discos. Sua mãe morreu quando Busch tinha sete anos. Ele tem duas irmãs mais velhas: Meg Busch, que costumava ser produtora de comerciais promocionais para a Showtime, e Betsy Busch, uma designer têxtil. A tia de Busch, Lillian Blum, irmã mais velha de sua mãe e ex-professora, o trouxe para morar em Manhattan após a morte de sua mãe. Busch se interessava intensamente por filmes quando criança, especialmente aqueles com protagonistas femininas dos anos 30 e 40.
Busch frequentou a High School of Music and Art em Manhattan. Ele se formou em teatro na Northwestern University em Evanston, Illinois e recebeu seu BA em 1976. Enquanto estava na universidade, Busch teve dificuldade em ser escalado para peças e começou a escrever seu próprio material, o que conseguiu atrair interesse no campus.

### Primeiros anos no teatro

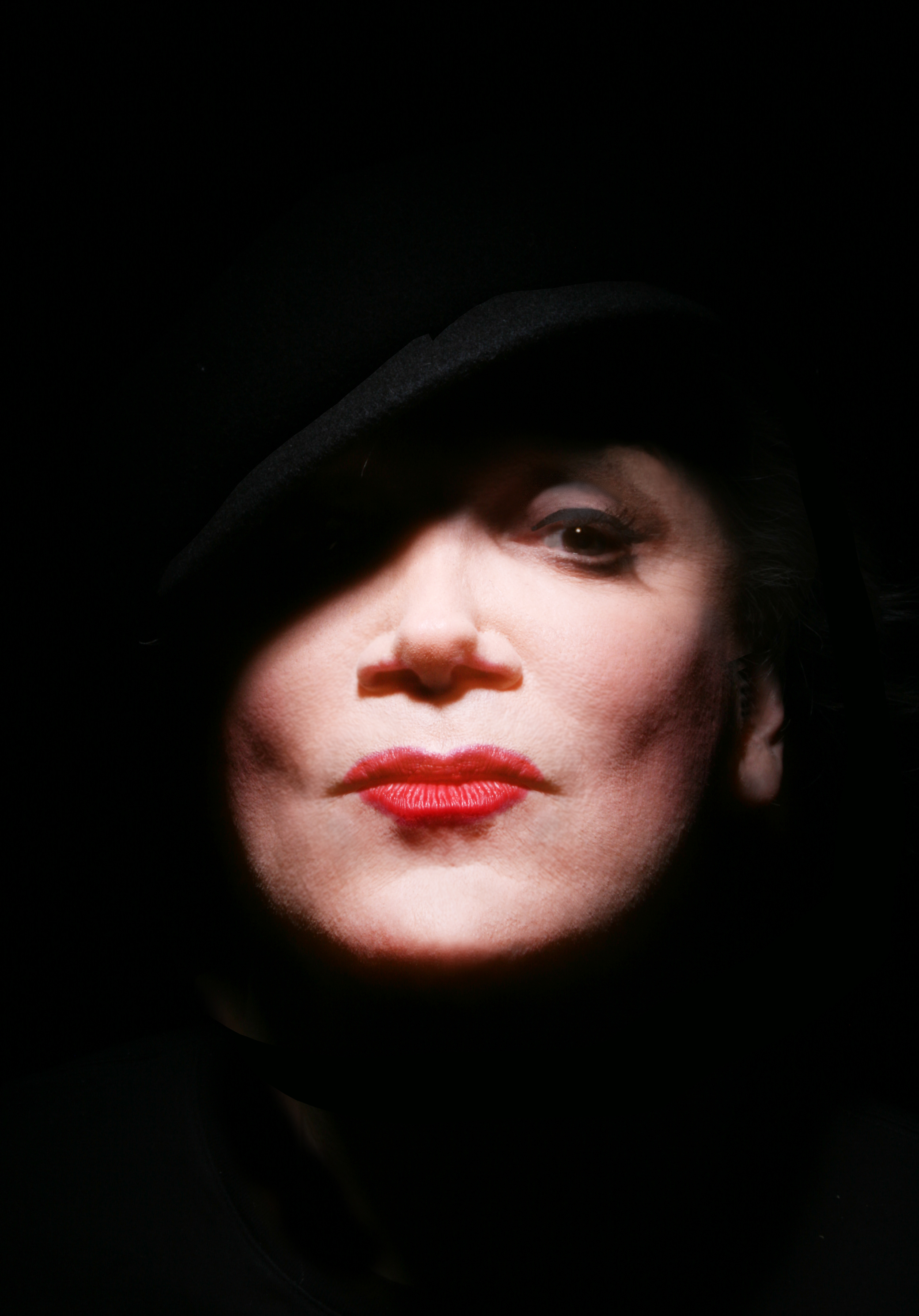
Busch em drag

Em suas peças, Busch geralmente interpretava a protagonista travestida. Ele disse: "Drag é ser mais, mais do que você pode ser. Quando comecei a fazer drag, eu não era um jovem tímido, mas uma mulher poderosa. Isso liberou dentro de mim todo um vocabulário de expressão. Era menos uma declaração política do que estética." Seu estilo exagerado mostra simultaneamente o sátiro e a celebração de gêneros cinematográficos clássicos.
Busch disse, no entanto, "Não tenho certeza do que [campy] significa, mas acho que se minhas peças têm elementos de filmes antigos e peças antigas, e eu sou essa senhora estrela maior que a vida, isso é certamente campy. Acho que o que me rebelei contra foi a noção de que campy significa que algo é tão cafona ou ruim que é bom, e com o qual eu simplesmente não me identifiquei." Busch viajou pelo país em um show solo não drag que ele escreveu chamado Alone With a Cast of Thousands de 1978 a 1984.
Em 1984, as reservas para apresentações de Busch diminuíram. Ele teve vários empregos temporários, como assistente de escritório temporário, faxineiro de apartamentos, retratista "em bar mitzvahs", vendedor por telefone, gerente de loja, garçom de sorvete, apostador esportivo e modelo de artistas.
Ele pensou que talvez esta última peça fosse uma encenação no Limbo Lounge, um espaço de performance e galeria no East Village, em Manhattan. A esquete foi um sucesso e se tornou Vampire Lesbians of Sodom (1984).
Busch e seus colaboradores logo criaram uma série de shows, principalmente no Limbo Lounge, como Theodora, She-Bitch of Byzantium (1984) e Times Square Angel (1985, Provincetown Playhouse). A companhia se autodenominou “Teatro no Limbo” e atraiu um público gay fiel. Outras peças iniciais incluem Pardon My Inquisition, or Kiss the Blood Off My Castanets (1986), em que Busch interpretou Maria Garbanza, uma prostituta, e sua sósia, a elegante Marquesa del Drago. e Psycho Beach Party, que decorreu de julho de 1987 a maio de 1988. Outras obras incluem The Lady in Question, que foi exibido de julho a dezembro de 1989 no Orpheum Theatre, e Red Scare on Sunset, que foi exibido de junho a setembro de 1991 no Lortel Theatre.
Busch reescreveu o livro para o musical Ankles Aweigh para uma produção de 1988 encenada pela Goodspeed Opera House em East Haddam, Connecticut.
Sua Charles Busch Revue foi produzida no Ballroom Theatre em maio de 1993 em Nova York. Também em 1993, ele atuou em uma reestreia de The Maids, de Jean Genet, na Off-Broadway Classic Stage Company no papel de Solange.
Em 1993, ele escreveu um romance, Whores of Lost Atlantis, uma releitura ficcional da criação das Vampire Lesbians of Sodom. The Green Heart foi adaptado por Busch de um conto de Jack Ritchie para um musical produzido pelo Manhattan Theater Club no Variety Arts Theatre na cidade de Nova York, com estreia em abril de 1997.
Ele assumiu o papel principal masculino em sua comédia, You Should Be So Lucky, que estreou na Primary Stages Company, na cidade de Nova York, em novembro de 1994.
Outras obras da década de 1990 incluem Swingtime Canteen, produzido no Blue Angel, na cidade de Nova York, em agosto de 1995. Seu show solo, Flipping My Wig, foi exibido no WPA Theater, na cidade de Nova York, a partir de dezembro de 1996.
Ele escreveu Queen Amarantha, que foi encenada no Teatro WPA, a partir de outubro de 1997. Sua peça Die, Mommie, Die! foi apresentada pela primeira vez em Los Angeles, com estreia em julho de 1999 no Coast Playhouse.

### Cinema e televisão
As primeiras aparições de Busch no cinema incluem a Sra. Ellen, uma cartomante vestida de mulher em Trouble on the Corner (1997). Busch apareceu duas vezes em versões cinematográficas de suas próprias peças: Die, Mommie, Die! (1999) e a comédia de terror Psycho Beach Party (2000). Ele co-escreveu, estrelou e dirigiu o filme A Very Serious Person (2006), estrelado por Polly Bergen e recebeu uma menção honrosa no Festival de Cinema de Tribeca. Em 2020, Busch co-escreveu, co-dirigiu e estrelou o filme The Sixth Reel (2021).
Busch teve um papel recorrente na série Oz, da HBO, de 1999 a 2000 (terceira e quarta temporadas) como Nat Ginzburg, um "presidiário efeminado, mas sem maquiagem, no corredor da morte, certamente um afastamento de seus papéis habituais de garota glamorosa". Ele escreveu pilotos de seriados de televisão e tratamentos de filmes como uma fonte de renda extra enquanto era um artista cult. Ele vendeu três pilotos para a CBS que não foram produzidos. Em 2001, ele estrelou como convidado na novela americana One Life to Live, interpretando Peg Barlow, uma mulher dona de uma agência de modelos. Em nenhum lugar do show foi feita referência a um ator masculino interpretando uma mulher.

### Trabalho de palco, anos 2000
O trabalho de Busch estreou na Broadway em outubro de 2000, quando The Tale of the Allergist's Wife estreou, após uma temporada Off-Broadway de fevereiro a abril de 2000. A peça, a primeira em que ele não estrelou e a primeira criada para um público mainstream, foi escrita para a atriz Linda Lavin, que atuou ao lado de Michele Lee e Tony Roberts. Allergist's Wife recebeu uma indicação em 2001 ao prêmio Tony de Melhor Peça e teve 777 apresentações. Seu outro trabalho na Broadway foi reescrever o livro do musical autobiográfico de curta duração de Boy George, Taboo. Desde 2000, Busch realiza uma leitura encenada anual de uma noite de sua peça de Natal de 1984, Times Square Angel. Em janeiro de 2003, ele estrelou uma reestreia de sua peça Shanghai Moon de 1999, coestrelada por BD Wong, no Drama Dept, Greenwich House Theatre, na cidade de Nova York.
Ele assumiu a liderança homônima em três produções de Auntie Mame: uma leitura encenada em 1998; um benefício para a Broadway Cares/Equity Fights AIDS em 2003; e uma produção itinerante de verão em pequena escala em 2004.
Our Leading Lady, a peça de Busch sobre Laura Keene, foi produzida pelo Manhattan Theater Club no City Center Stage II Theatre, em 2007, e estrelada por Kate Mulgrew. Sua peça, The Third Story, estreou no La Jolla Playhouse em setembro de 2008 com Mary Beth Peil como Peg, e foi então produzida em Nova York pelo MCC Theater no Lucille Lortel Theatre, estrelando Busch e Kathleen Turner (Peg), estreando em fevereiro de 2009. Busch escreveu e estrelou uma peça, The Divine Sister, uma versão satírica de filmes de Hollywood sobre religião, incluindo Doubt e The Sound of Music. Foi exibido no SoHo Playhouse, em Nova York, com estreia em setembro de 2010. Em 2013, Busch escreveu e estrelou como Jimmy na produção da Primary Stages de The Tribute Artist. Em março de 2019, Busch estrelou como Lucille Ball em I Loved Lucy, do dramaturgo Lee Tannen, no Bridge Street Theatre em Catskill, Nova York.

## Estilos de performance e influências
O estilo de Busch é baseado na atuação de estrelas de cinema, em vez da feminilidade naturalista. Busch disse mais tarde que foi descrito como "muito magro, muito leve, que é o eufemismo para gay. Nunca fui escalado para a Northwestern basicamente por essas razões e, finalmente, pensei que talvez o que é mais perturbador sobre mim é o que é mais único: meu senso teatral, minha androginia, até mesmo a identificação com atrizes de filmes antigos". Ele é especialista em mulheres fatais. "Eu sou uma atriz interpretando um papel, mas é drag. Muito drag pode ser muito ofensivo, mas eu gosto de pensar que de alguma forma louca as mulheres que eu interpreto são heroínas feministas."
Busch disse: "Eu sempre interpretei uma dualidade. Acho que sempre senti uma dualidade em mim: elegância e vulgaridade. Há humor nisso. Sempre achei isso divertido no palco também. Não é o suficiente para mim ser a prostituta. Tenho que ser a prostituta com pretensões ou a grande dama com uma veia vulgar. É a dualidade que acho interessante." Busch geralmente escreve sem uma agenda política, e ele retrata predominantemente personagens que são brancos, de classe média, gays e entre 20 e 40 anos. Embora Busch tenha trabalhado numa época em que os indivíduos homossexuais eram vistos e tratados de forma diferente dos indivíduos heterossexuais, o público heterossexual ainda apreciava o seu trabalho devido à sua "capacidade de entreter sem criar uma atmosfera reservada a membros" (42).
Busch foi inspirado por Charles Ludlam, um artista e dramaturgo de vanguarda que fundou a The Ridiculous Theatrical Company em 1967 e escreveu, dirigiu e atuou nas produções exageradas e absurdas da companhia. Busch apresentou seu show solo Hollywood Confidential em um teatro de propriedade da The Ridiculous Theatrical Company em julho de 1978 na One Sheridan Square, Nova York. Ele também apareceu em várias apresentações na produção da companhia de Barba Azul como Hécate, também em julho de 1978. Busch disse sobre essa experiência: "Se eu já tivesse alimentado a fantasia de trabalhar com a Ridiculous Theatrical Company, fazer Hecate tirou isso do meu sistema." Busch disse que também se inspirou ao ver Joan Sutherland e Zoe Caldwell se apresentarem quando ele era criança. Busch relembrou: "Quando eu tinha cerca de 13 anos, por volta de 1968 ou 1969, fui ver Zoe Caldwell em The Prime of Miss Jean Brodie. Fiquei tão deslumbrado que acho que nunca mais me recuperei." Em 1991, Busch estava atuando em sua peça Red Scare on Sunset. Ele disse que teve dificuldade em se conectar com o público em uma das apresentações. Caldwell foi aos bastidores após a apresentação para lhe dar alguns conselhos: "'Você é tão lindo. Mas você estava se esforçando demais. Você é muito melhor do que isso.' ... É a melhor lição que aprendi com uma pessoa famosa." Durante sua participação no The Tribute Artist, Busch revelou que também encontrou inspiração nos artistas drag Charles Pierce e Lynne Carter.

## Memoir
Busch lançou seu livro de memórias, Leading Lady: A Memoir of a Most Unusual Boy, em setembro de 2023. Em março de 2024, foi pré-selecionado para o Prêmio Literário Lambda de 2024 para Memórias ou Biografias Gays.

## Prémios e indicações
| Ano  | Título                     | Categoria                        | Trabalho                                     | Resultado |
| ---- | -------------------------- | -------------------------------- | -------------------------------------------- | --------- |
| 2000 | Drama Desk Award           | Outstanding New Play             | The Tale of the Allergist's Wife             | Indicado  |
| 2000 | Outer Critics Circle Award | John Gassner Award               | The Tale of the Allergist's Wife             | Venceu    |
| 2001 | Tony Award                 | Best Play                        | The Tale of the Allergist's Wife             | Indicado  |
| 2003 | Drama Desk Award           | Career Achievement Award         | Career Achievement Award                     | Honoree   |
| 2003 | Lucille Lortel Award       | Outstanding Lead Actor           | Shanghai Moon                                | Indicado  |
| 2008 | Drama League Award         | Distinguished Performance        | Die, Mommie, Die!                            | Indicado  |
| 2011 | Drama Desk Award           | Outstanding Actor in a Play      | The Divine Sister                            | Indicado  |
| 2011 | Drama League Award         | Distinguished Performance        | The Divine Sister                            | Indicado  |
| 2020 | Drama Desk Award           | Outstanding Actor in a Play      | The Confession of Lily Dare                  | Indicado  |
| 2020 | Lucille Lortel Award       | Outstanding Lead Actor in a Play | The Confession of Lily Dare                  | Indicado  |
| 2024 | Lambda Literary Award      | Gay Memoir or Biography          | Leading Lady: A Memoir of a Most Unusual Boy | Pendente  |

Busch recebeu o prêmio Charlie Local and National Comedy Award da Association of Comedy Artists em 1985 por "contribuições especiais à arte da comédia". Ele também recebeu o prêmio Manhattan Academy of Cabaret em 1985 e 1993.
Em 2003, ele ganhou o prêmio de Melhor Performance no Festival de Cinema de Sundance por sua atuação no filme Die Mommie Die!
Ele foi homenageado com uma estrela na Calçada da Fama dos Dramaturgos, do lado de fora do Teatro Lucille Lortel, em Nova York, e com o Prêmio Legend da Off-Broadway League of Theatres. Ele recebeu o prêmio Gingold Theatrical Group Golden Shamrock em 2014.
Busch está incluído no livro 50 Key Figures in Queer US Theatre (2022), com um capítulo escrito pelo estudioso de teatro Sean F. Edgecomb. Busch foi introduzido no Hall da Fama do Teatro em 2024.

## Trabalho

### Teatro
| Ano                | Título                                                     | Papel                               | Detalhes                                                           | Notas               |
| ------------------ | ---------------------------------------------------------- | ----------------------------------- | ------------------------------------------------------------------ | ------------------- |
| 1976               | Sister Act                                                 | Esther                              |                                                                    |                     |
| 1976               | Old Coozies                                                | Kit                                 | La Mere Vipere                                                     |                     |
| 1977               | Myrtle Pope, the Story of a Woman Possessed                | Myrtle Pope                         | Chicago, Illinois                                                  |                     |
| 1978               | Hollywood Confidential                                     | One-man show                        | Scene One, New York                                                | Dramaturgo          |
| 1978               | Hollywood Confidential                                     | One-man show                        | The Ridiculous Theatrical Company, One Sheridan Square, NYC        | Dramaturgo          |
| 1978               | Hollywood Confidential                                     | One-man show                        | Hollywood Confidential, Victory Gardens Theatre, Chicago           | Dramaturgo          |
| 1979               | Elephant Woman                                             | —                                   | One Sheridan Square, June 1, 1979                                  | Substituição        |
| Vagabond Vignettes |                                                            | The Duplex, New York                | "That's Show Biz" / "People on a New York Bus" / "La Marquesa"     |                     |
| 1980               | A Theatrical Party                                         |                                     | Performing Garage, New York                                        |                     |
| 1980               | Charles Busch Alone With A Cast of Thousands               |                                     | Source Theatre, Washington, DC                                     | Dramaturgo          |
| 1981               | Charles Busch Alone With A Cast of Thousands               | Valencia Rose, San Francisco        |                                                                    | Dramaturgo          |
| 1982               | Charles Busch Alone With A Cast of Thousands               | Chicago Gay Arts Festival, Chicago  |                                                                    | Dramaturgo          |
| 1984               | Charles Busch Alone With A Cast of Thousands               | Indiana Rep, Indianapolis           |                                                                    | Dramaturgo          |
| 1981               | Welcome to Corona                                          |                                     |                                                                    |                     |
| 1982               | Before Our Mother's Eyes                                   | David / Andreas                     | Theatre for the New City, New York City                            |                     |
| 1982               | Charles Busch Works Alone Tonight                          |                                     | Source Theatre, Washington, DC                                     | Dramaturgo          |
| 1984               | Sleeping Beauty or Coma                                    | Fauna Alexander                     | Theatre-In-Limbo, Limbo Lounge, New York, NY, October 1984         | Dramaturgo          |
| 1985               | Sleeping Beauty or Coma                                    | Fauna Alexander                     | Provincetown Playhouse, June 19, 1985                              | Dramaturgo          |
| 1985               | Vampire Lesbians of Sodom                                  | Virgin Sacrifice/Madeleine Asarte   | Provincetown Playhouse, June 19, 1985                              | Dramaturgo          |
| 1985               | Times Square Angel                                         | Irish O'Flanagan                    | Provincetown Playhouse, December 11, 1985                          | Dramaturgo          |
| 1986               | Pardon My Inquisition, or, Kiss the Blood off My Castanets | Marquesa del Drago / Maria Garbanza | Theatre-In-Limbo Limbo Lounge, New York, NY, May 16 – June 1, 1986 | Dramaturgo          |
| 1986               | Gidget Goes Psychotic                                      | Chicklet                            | Limbo Lounge, October 10–26, 1986                                  | Dramaturgo          |
| 1987               | Psycho Beach Party (a.k.a. Gidget Goes Psychotic)          | Chicklet                            | Players Theatre, July 20, 1987                                     | Dramaturgo          |
| 1988               | Ankles Aweigh                                              | —                                   | Goodspeed Opera House, July–September 1998                         | Livro               |
| 1988               | The Lady in Question                                       | Gertrude Garnet                     | WPA Theatre, November 18, 1988                                     | Dramaturgo          |
| 1991               | House of Flowers                                           | —                                   | February 1991                                                      | Livro               |
| 1991               | Red Scare on Sunset                                        | Mary Dale                           | WPA Theatre, March 19, 1991                                        | Dramaturgo          |
| 1991               | Red Scare on Sunset                                        | Mary Dale                           | Lucille Lortel Theatre, June 21, 1991                              | Dramaturgo          |
| 1993               | The Maids                                                  | Solange                             | East 13th Street/CSC Theatre, September 21, 1993                   |                     |
| 1993               | The Charles Busch Review                                   | —                                   | The Ballroom, February–May 1993, July 13–August 1993               | Escrita             |
| 1994               | You Should Be So Lucky                                     | Christopher                         | Primary Stages, November 2, 1994                                   | Dramaturgo          |
| 1995               | Swingtime Canteen                                          | —                                   | Blue Angel, February 24, 1995                                      | Dramaturgo          |
| 1996               | Flipping My Wig                                            | —                                   | WPA Theatre, December 19, 1996                                     | Dramaturgo          |
| 1997               | The Green Heart                                            | —                                   | Variety Arts Theatre, April 10, 1997                               | Livro               |
| 1997               | Queen Amarantha                                            | —                                   | WPA Theatre, October 23, 1997                                      | Dramaturgo; diretor |
| 1999               | Die Mommie Die!                                            | Angela Arden                        | Coast Playhouse, July 1999                                         | Dramaturgo          |
| 2007               | Die Mommie Die!                                            | Angela Arden                        | New World Stages/Stage I, October 21, 2007                         | Dramaturgo          |
| 2000               | The Tale of the Allergist's Wife                           | —                                   | New York City Center/Stage II, February 29, 2000                   | Dramaturgo          |
| 2024               | The Tale of the Allergist's Wife                           | Marjorie Taub                       | Sharon Playhouse, September 13, 2024                               | Dramaturgo          |
| 2003               | Shanghai Moon                                              | Lady Sylvia Allington               | Greenwich House, January 15, 2003                                  |                     |
| 2003               | Taboo                                                      | —                                   | The Plymouth Theatre, October 28, 2003                             | Livro               |
| 2006               | An Oak Tree                                                | Father                              | Barrow Street Theatre, November 4, 2006                            | Substituição        |
| 2007               | Spalding Gray: Stories Left to Tell                        | —                                   | Minetta Lane Theatre, March 6, 2007                                | Substituição        |
| 2007               | Our Leading Lady                                           | —                                   | New York City Center/Stage II, March 15, 2007                      | Dramaturgo          |
| 2009               | The Third Story                                            | Queenie Bartlett/Baba Yaga          | Lucille Lortel Theatre, February 2, 2009                           | Dramaturgo          |
| 2010               | The Divine Sister                                          | Mother Superior                     | SoHo Playhouse, September 22, 2010                                 | Dramaturgo          |
| 2011               | Olive and the Bitter Herbs                                 | —                                   | 59E59 Theaters/Theater A, August 16, 2011                          | Dramaturgo          |
| 2013               | Bunnicula: A Rabbit Tale of Musical Mystery                | —                                   | DR2 Kids Theatre, February 10–April 14, 2013                       | Escrita             |
| 2014               | The Tribute Artist                                         | Jimmy                               | 59E59 Theaters/Theater A, February 9, 2014                         | Dramaturgo          |
| 2019               | I Love Lucy                                                | Lucille Ball                        | Bridge Street Theatre, March 22–23, 2019                           |                     |
| 2020               | The Confession of Lily Dare                                | Lily Dare                           | Cherry Lane Theatre, January 29, 2020                              | Dramaturgo          |
| 2024               | Ibsen's Ghost: An Irresponsible Biographical Fantasy       | Suzannah Thoresen Ibsen             | 59E59 Theaters, March 2-April 14, 2024                             | Dramaturgo          |

### Filmography
| Ano       | Título                          | Papel                            | Notas                              |
| --------- | ------------------------------- | -------------------------------- | ---------------------------------- |
| 1987      | Gandahar                        | Gemnen                           | Voz; Versão em inglês              |
| 1992      | Addams Family Values            | Countess Cousin Aphasia du Berry |                                    |
| 1994      | It Could Happen to You          | Timothy                          |                                    |
| 1997      | Trouble on the Corner           | Ms. Ellen                        |                                    |
| 1999–2000 | Oz                              | Nat Ginzburg                     | 8 episódios                        |
| 2000      | Psycho Beach Party              | Captain Monica Stark             | Crédito do roteiro                 |
| 2001      | One Life to Live                | Peg Barlow                       | Papel de convidado                 |
| 2002      | Frasier                         | Mark (voz)                       | Episódio: "Enemy at the Gate"      |
| 2003      | Die, Mommie, Die!               | Angela Arden / Barbara Arden     | Crédito do roteiro                 |
| 2006      | A Very Serious Person           | Jan                              | Roteiro e crédito do diretor       |
| 2008      | Lipstick Jungle                 | Ricardo Bragini                  | Episódio: "Dressed to Kill"        |
| 2017      | Say What!: A Geriatric Proposal | Hayes / Cynthia / Mrs. Weinstein | Curta                              |
| 2021      | The Sixth Reel                  | Jimmy                            | Roteiro e crédito do diretor       |
| 2021      | The House Arrest Rooneys        | Margaret Rooney                  | Episódio: "Proof of Concept Pilot" |

## Discografia
- Charles Busch Live At Feinstein's/54 Below (2016)